# دهستان فرشکی
فُرشکی، دهستانی است از توابع بخش مرکزی شهرستان خمام در استان گیلان ایران.

## جمعیت
براساس سرشماری سال ۱۳۹۵ جمعیت آن ۵،۶۳۴ نفر (۱،۹۰۶خانوار) بوده است.

## روستاها
این دهستان ۷ روستا دارد.

جیرسرباقرخاله، جیرسرچوکام، فرشکی چوکام، لَـلِه‌کا، میانکل، بیج، بیجرودکل